# Сафронов, Валерий Владимирович
Валерий Владимирович Сафронов (1951 — 2 апреля 2012, Брянск, Российская Федерация) — советский спортсмен и тренер по самбо, заслуженный тренер России.

## Биография
С 1972 г. работал в области физкультуры и спорта, с 1997 г. — в специализированной детско-юношеской спортивной школе олимпийского резерва по борьбе. Подготовил более 50 мастеров спорта СССР и России. В числе его воспитанников заслуженный мастер спорта, четырёхкратный чемпион мира по самбо Виталий Минаков, серебряный призёр Кубка мира по самбо Дмитрий Минаков.